# Gibraltár (brit tengerentúli terület)
Gibraltár brit tengerentúli terület, városállam, mely közel fekszik az Ibériai-félsziget legdélibb pontjához, s partjánál van a Gibraltári-szoros. Északon Spanyolországgal határos. A terület régóta fontos terepe a Brit Fegyveres Erőknek és a Brit Királyi Haditengerészetnek.
A terület neve ennek arab megnevezéséből, a Dzsabal Tárikból (جبل طارق – Ţāriq hegye) származik. Ez a földrajzi alakzatra és a berber omajjád tábornokra, Tárik ibn Zijádra utal, aki 711-ben itt partra szállva megkezdte Hispania meghódítását.
Gibraltár szuverenitása a brit–spanyol diplomáciai kapcsolatok egyik legfontosabb kérdése. Jelentőségét nagyrészt fekvésének köszönheti, a Földközi-tenger „kijáratának” ellenőrzése esetenként stratégiai fontosságot kaphat.
1973-tól a Brexitig az Egyesült Királyság révén az Európai Unió része volt, de a királyság kiválása után a schengeni övezet része maradt.

## Fekvése

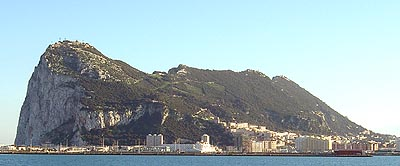
A gibraltári szikla látképe északnyugati irányból, La Línea de la Concepción városka felől nézve

Gibraltár voltaképpen egy 425 m magas, 1250 m széles mészkőszirt, a Gibraltár-szikla, talán Héraklész oszlopainak egyike.  Az ókori elképzelést valószínűleg az európai Gibraltár és az Észak-Afrikai Ceuta égnek meredő sziklafalai inspirálták. Észak és kelet felé meredek sziklák határolják. A szárazfölddel keskeny földnyelv köti össze, amely helyenként még az 1 km szélességet sem éri el. A nyugati oldal laposabb, itt helyezkedik el az angolok hadi és kereskedelmi kikötője. A kis méretekre jellemző, hogy a közúti forgalomnak szintbeli kereszteződése (!) van a repülőtérrel – gépkocsikkal a repülőgépek számára elsőbbséget kell adni.
Gibraltár teljes egészében az európai kontinens területén van, Spanyolországtól körülvéve, az afrikai földrésztől a Gibraltári-szoros választja el. A szoros túlpartján, Gibraltárral szemben szintén egy idegen ellenőrzés alatt álló terület van, Marokkóba ékelődve, a Spanyolország autonóm tartományát képező és 14 km távolságra fekvő Ceuta.

## Története

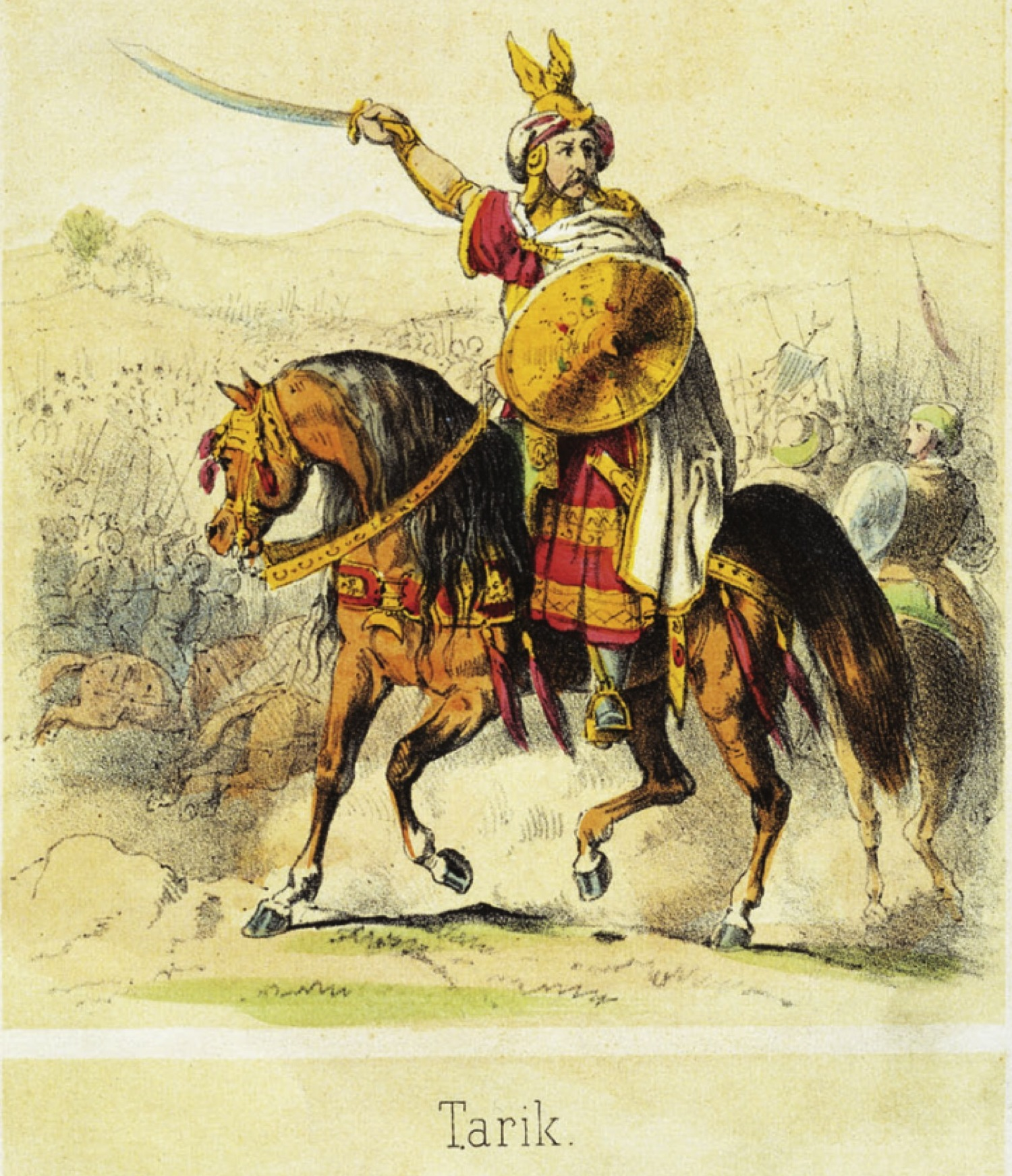
Tárik ibn-Zijád, Gibraltár neve az arab Dzsebel al-Tárik („Tarik sziklája”) kifejezésre vezethető vissza

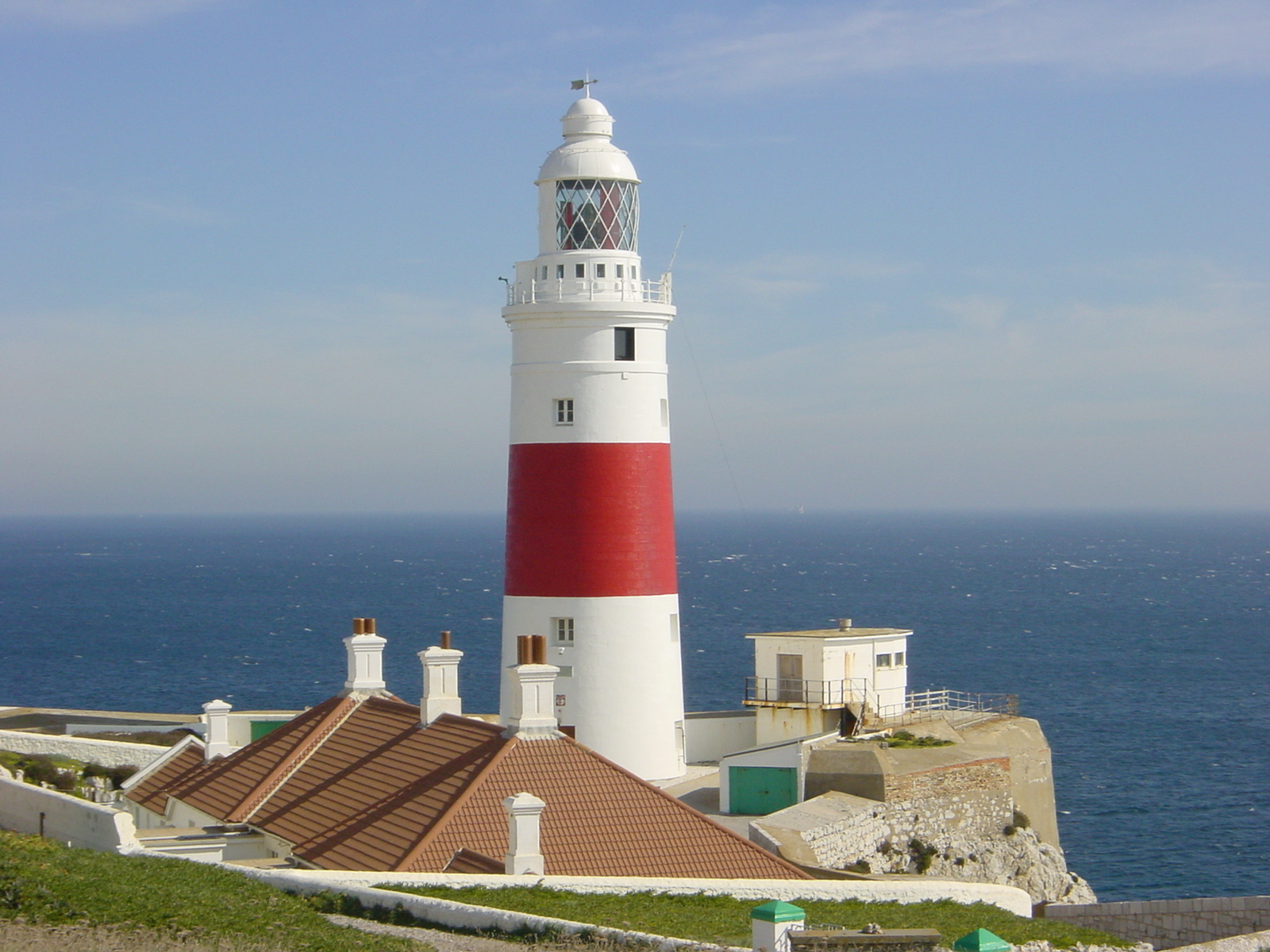
Világítótorony

Az ókorban görögül Kalpe volt a neve. 711 április 29-én  Tárik ibn-Zijád arab hadvezér itt szállt partra  a Vizigót Királyságban. Majd 713-ban elfoglalta Toledót, 716-ra pedig már a Pireneusok térségét is meghódította. Arab nevét (Dzsabal Tárik) is innen nyerte. 1462-ben került spanyol uralom alá. A spanyol örökösödési háború idején, 1704-ben szerezték meg az angolok.
1830 óta brit koronagyarmat.
A második világháború alatt fontos brit támaszpont volt a Németország elleni harcban. A spanyolországi, fasiszta jellegű Franco-diktatúra már előzőleg fenyegette a területet, Franco ezt az eredetileg is spanyol régiót vissza kívánta szerezni. Az angolok tartottak attól, hogy a spanyol polgárháború kiterjedhet Gibraltárra is. A háború után Hitler úgy tervezte, ha Spanyolországot is sikerült a tengelyhatalmakhoz állítani, akkor az ún. Felix hadművelet keretében a spanyol-német haderők elűzik a briteket, emellett a spanyol hadsereget a francia és angol gyarmatok ellen vetnék be Afrikában. Franco azonban nem bízott Hitlerben, és a németek későbbi vereségei után még inkább indokoltnak látta a spanyol semlegességet, hogy ne váljanak az amerikai és angol haderők célpontjává. Így Franco végül elnézte azt, hogy Gibraltár továbbra is brit felségterület marad.
1967-ben népszavazást tartottak, amely fenntartotta az Egyesült Királysághoz tartozást.
Hovatartozása máig is vitatéma Egyesült Királyság és Spanyolország között. Felvetődött már nem egy ízben, hogy Gibraltárnak függetlenséget kellene kapnia.
2006-ban az Egyesült Királyság, Spanyolország és Gibraltár képviselői Córdobában tartott tárgyalásokon rendezték a mindennapi életet érintő, korábban megoldatlan vitás kérdéseket.

### A Brexit kérdései
Amióta az Egyesült Királyság 1973-ban csatlakozott az Európai Unióhoz, ez a terület is az Európai Unióhoz tartozik.
2016-ban a Brexitről szóló brit népszavazás után spanyol részről ismét felvetették, hogy igényt tartanak Gibraltárra.
2018. november 24-én Spanyolország bejelentette, hogy nem emel vétót az Egyesült Királyság és az Európai Unió között a brexitről kötendő  megállapodással szemben, feltéve, hogy Gibraltár vonatkozásában  csak Spanyolország előzetes hozzájárulásával kötnek megállapodást. 2021. január 1-jétől Gibraltár a schengeni övezet része lett.

## Államszervezet és közigazgatás
Gibraltár államformája alkotmányos monarchia, államfője a brit uralkodó, 2022 óta III. Károly. Gibraltár a kül- és hadügyeket leszámítva önálló, autonóm. A királyt a kormányzó képviseli, akinek feladata abban merül ki, hogy a választásokon győztes párt vezetőjét – Gibraltárnak saját parlamentje van – kinevezi főminiszternek és kitüntetéseket nyújt át nagyobb ünnepségeken.
Gibraltárban három párt mérkőzik meg egymással a főminiszteri címért: Gibraltári Liberális Párt (GLP), a Gibraltári Szociáldemokrata Párt (GSD), valamint a Gibraltári Szocialista Munkáspárt (GSLP). A parlamentben 15 képviselő foglal helyet, akik közül 8 fő a kormányoldal és 7 fő az ellenzék. Közülük 12 személyt választanak, 3-at pedig kineveznek. A három kinevezett tag az Országgyűlési szóvivő, a Főügyész és a Pénzügyi és Fejlesztési Titkár. Az országgyűlési szóvivőt a Kormányzó a Miniszterelnökkel, valamint az ellenzék vezetőjével történő konzultációt követően nevezi ki. A szóvivőnek nincs alap- vagy döntő szavazati joga az Országgyűlésen.
A végrehajtó testületet a 15 megválasztott tag közül a Kormányzó nevezi ki, a Főminiszterrel történt konzultációt követően. 2013. december 6-i hatállyal II. Erzsébet brit királynő James Benjamin "Jim" Duttont nevezte ki Gibraltár kormányzójává.
Gibraltár az egyetlen brit külbirtok volt, ahol rendeztek Európai Parlamenti választásokat. Mivel azonban túl kevés volt a lakosok száma, hogy az akár egy EP-képviselőre elég legyen, a gibraltáriak a délnyugat-angliai választókerület jelöltjeire szavaztak.

### A „főváros”
A terület székhelye, legnagyobb városa, illetve egyetlen városa Gibraltár város (angolul City of Gibraltar). A város egyes nézetek szerint csak Gibraltár brit tengerentúli terület belvárosára terjed ki (amit Westside-nak neveznek), míg mások szerint az egész Gibraltárra. A városnak nincs saját polgármestere, vezetéséért Gibraltár kormánya, és kormányfője, azaz főminisztere felel. Lakossága kb. 98%-a Gibraltár teljes népességének.

### Igazságügy
A Kormány igazságügyi részét a Legfelsőbb Bíróság, valamint a Fellebbviteli Bíróság alkotja. A végső joghatósági bíróság az Egyesült Királyságbeli Privy Council.[forrás?]
A jogrendszer az angol jogon alapul.

## Gazdaság

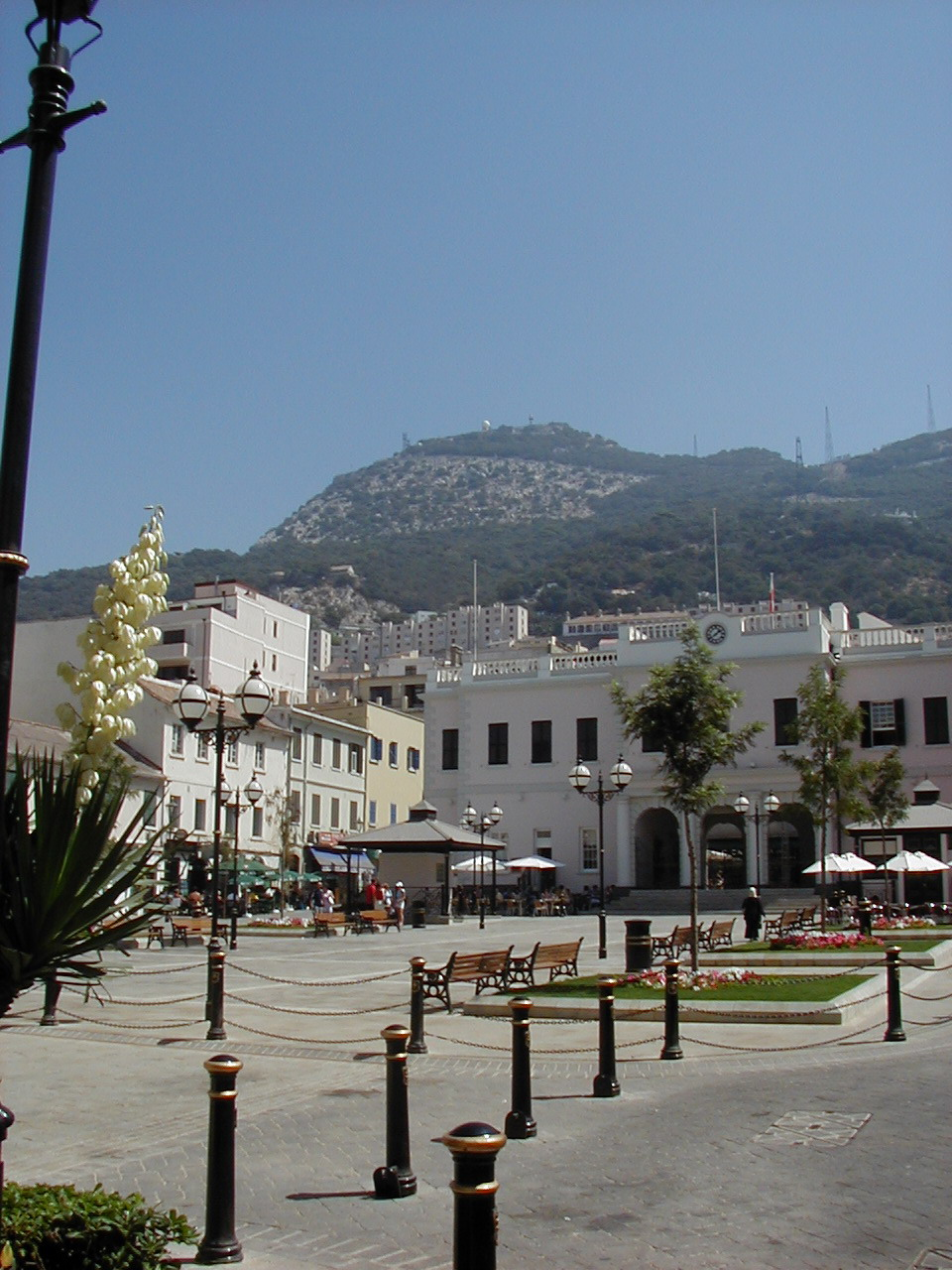
Gibraltár főtere

A lakosság megélhetését a kikötőben, a kőolaj-finomítóban, a brit katonai támaszponton, illetve az idegenforgalmi szolgáltatásokban létesített munkahelyek biztosítják.
Jelentős bevételei származnak a nemzetközi pénzügyi szolgáltatásokból, illetve a nemzetközi konferencia-központ státuszból.
A hajózási kiszolgálásból befolyó bevételek és a vámmentesség szintén fontos bevételi forrás.
Gibraltár saját pénznemmel is rendelkezik, a font sterlinghez rögzített gibraltári fonttal.

### Infrastruktúra
Gibraltár gazdasági infrastruktúrája magasan fejlett. A vállalkozási tevékenység fejlesztéséhez rendelkezésre áll valamennyi szükséges támogató szolgáltatás, melyet elsősorban a gibraltári és angliai politikai és gazdasági személyiségek nyújtanak.
Gibraltár stratégiai fontosságú helyen fekszik, amely többek között abban is megnyilvánul, hogy Gibraltár hozzáfér a mintegy 50 milliós lakosságú nyugat-mediterrán regionális piachoz, valamint a 350 milliós lakosságú EU piacához.

## Demográfia

### Lakosság
A lakosság 80%-a spanyol, portugál, olasz, máltai, marokkói és zsidó elemekből összetevődött dél-spanyol tájnyelvet beszélő népcsoport (spanyol megnevezése llanitos), rajtuk kívül főként britek élnek itt.

### Vallások
Római katolikus 77%, anglikán 7%, muszlim 7%, zsidó 2%, egyéb 7%. Gibraltárban önálló egyházmegye működik. A római katolikus vallás a domináns, amelynek elsősorban spanyol, portugál és olasz hívei vannak, de sok angol is a római katolikus vallás követője. A gibraltári angol lakosság egy része, kb. a lakosság 7%-a anglikán, ugyanennyi személy iszlám vallású. Az iszlámnak elsősorban máltai és marokkói hívei vannak. A zsidó vallást a lakosság 2%-a követi, ami a gibraltári zsidók vallása. A lakosság 7%-a valamilyen más vallású.

## Távközlés
Gibraltár távközlési igényeit két külön vegyes vállalat szolgálja ki.
A GNC, a Bell Atlantic Corporation, valamint a kormány vegyesvállalata biztosítja a helyi telefonálási, valamint a Spanyolországba irányuló, és onnan induló nemzetközi hívási szolgáltatásokat.
A Gibraltar Telecommunications Limited (Gibtel), a kormány és a British Telecom (BT) közötti vegyes vállalat, nemzetközi távközlési szolgáltatások nyújtására.
Mindkét társaság biztosítja a legkorszerűbb digitális, mobil, műholdas, és internetes szolgáltatásokat.
Az elektromos áramot 100%-ban őskori rétegekből nyert üzemanyag generátorok termelik, melyek évi kapacitása 100 millió kWh körül van. Az áramfelhasználás 2001-ben 93 millió kWh volt, ily módon van még szabad kapacitás a hálózatban.

## Látnivalók

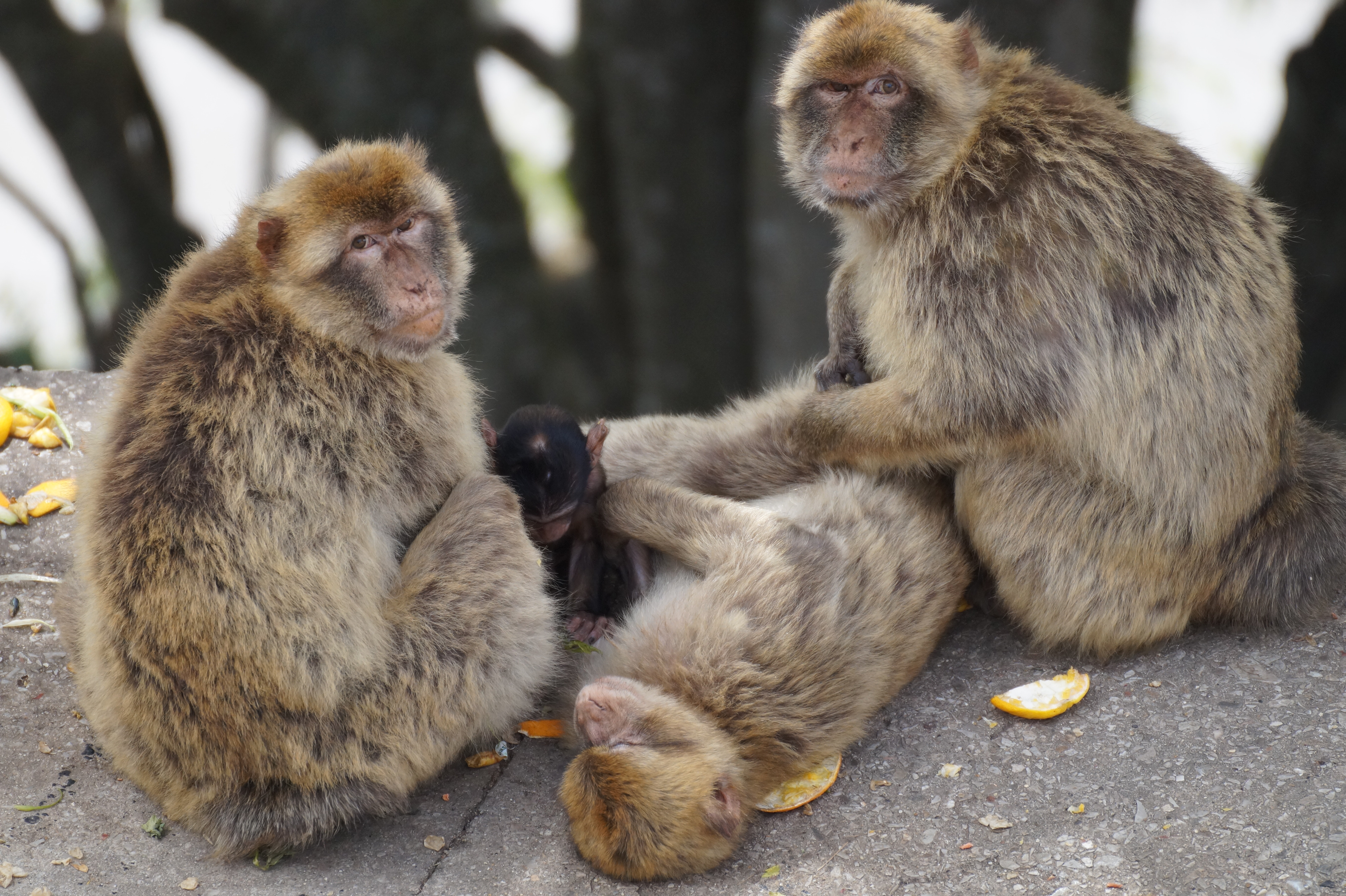
Gibraltári makákók

Ha Gibraltáron jár az ember, akkor mindenképp érdemes megtekinteni a 400 méter magas robusztus sziklát, ami gyönyörű panorámát nyújt. A szikla gerincén épült kilátóhoz többféle módon is fel lehet jutni: a kitartóak sétálnak vagy bicikliznek, de vannak kisbuszok is, illetve a leggyorsabb megoldás a felvonó (Cable Car), ami 5-6 perc alatt ér fel a hegygerincre. 
A felvonón felérve megesik, hogy egyből majmokkal szemben találjuk magunkat, ugyanis Gibraltár szikláin körülbelül 300 majom él. Ám óvatosnak kell lennünk velük szemben, van, hogy támadnak a közeledő turisták felé. Ami fontos, hogy ha tehetjük ne vigyünk magunkkal hátizsákot, mert a majmok a hátizsákról egyből ételre asszociálnak, és ugranak rá. A túra előtt érdemes tájékozódni a témában. Etetni is tilos őket, ugyanis annak borsos bírság a következménye.

## Közlekedés
- Közutak hossza: 46 km
- Repülőterek száma: 1 (lásd: gibraltári repülőtér)
- Kikötők száma: 1
- Drótkötélpályás felvonók száma: 1 (lásd: Gibraltári kötélpálya)

## Sport
2013. május 24-én a Gibraltári labdarúgó-szövetség az UEFA teljes jogú tagja lett.

### Magyarul
- Iwiw a világ körül Archiválva 2009. november 26-i dátummal a Wayback Machine-ben

### Angolul
- Government of Gibraltar
- Gibraltári Ornitológiai és Természetvédelmi Intézet
- Gibraltár Archiválva 2018. április 12-i dátummal a Wayback Machine-ben, CIA Factbook